# Luis Miguel de Dios
Luis Miguel de Dios Muñoz (Guarrate, Zamora, 5 de marzo de 1954) es un escritor y periodista. Licenciado en Ciencias de la Información, fue el primer director de El Mundo en Castilla y León y el responsable actual de Radio Nacional de España (RNE) en esta Comunidad

## Biografía
Es hijo de agricultores, lo que le dotó de un gran compromiso con la tierra y el mundo rural. En 1977, se licenció en Ciencias de la Información por la Universidad Complutense de Madrid.
A partir de ese momento, inició una larga trayectoria profesional. Empezó como redactor de El Norte de Castilla y Radio Valladolid, llegando a ser corresponsal de El País en Valladolid durante 16 años. También trabajó como jefe de informativos de Radio Cadena Española (RCE) y Radio Nacional de España (RNE) en Castilla y León; director de RCE en Salamanca, de El Mundo de Valladolid, del Centro Territorial de RNE y del Centro Regional de TVE en Castilla y León y subdirector nacional de Deportes en TVE. 

## Labor periodística
Ha colaborado como articulista en diversas épocas en El Norte de Castilla, El Adelanto de Salamanca, El Adelanto de Zamora, La Opinión de Zamora, El Mundo de Castilla y León, Diario de Ávila, Diario de Burgos, Diario Palentino, El Adelantado de Segovia y El Día de Valladolid,  además de en revistas regionales ya desaparecidas como Támara, Palenque, Encrucijada y Crónica-7.
Entre sus trabajos periodísticos Luis Miguel de Dios destacó por ser el enviado especial de Radiocadena Española al primer viaje de los Reyes de España a la antigua URSS (1984) y de la primera visita oficial de Don Juan Carlos y Doña Sofía a las provincias de Soria, Salamanca y Valladolid en el mismo año. Asimismo, fue uno de los responsables del equipo enviado por TVE a los Mundiales de Fútbol de 1994 celebrados en Estados Unidos y del último Tour de Francia ganado por Miguel Induráin en 1995. También cubrió la información del viaje oficial de Juan Vicente Herrera a Brasil en el 2008. Ejerció su labor periodística para RCE y RNE en la cumbre Hispano-francesa mantenida por François Mitterrand y Felipe González en Valladolid y en la Cumbre Iberoamericana celebrada en el 2005 en Salamanca. Para El País cubrió la información de los partidos de fútbol disputados en Valladolid durante el Mundial-82.
En 2009, con motivo de su jubilación, recibió el Premio de Periodismo Francisco Cossío 2009 a la Trayectoria, y en la actualidad colabora como articulista en los periódicos del Grupo Promecal.
Gracias a esto, hoy en día, Luis Miguel de Dios está más dedicado a la literatura, aunque sigue contribuyendo al campo de la información, ejerciendo también como tertuliano en un programa de actualidad política en un programa de la Televisión de Castilla y León.

## Vocación literaria
Aunque su vocación literaria quedó relegada a un segundo plano por su labor como informador durante casi 40 años, ésta nunca desapareció. Sus ganas de escribir le han llevado a escribir distintos relatos, poemas y ensayos recogidos en libros colectivos. Además, su pasión por lo rural y su amor por su región castellano-leonesa han dado como resultado su última obra: "Cuando regresaba al pueblo en vacaciones me empapaba de toda una sabiduría en el lenguaje, en la forma de vida y de afrontar la existencia". Su libro de cuentos, titulado El llanto del trigo, fue presentado en noviembre del 2016. "Siempre he querido escribir, pero unas veces por el cansancio del periodismo y otras por la pereza, nunca he podido del todo hasta que ahora, con más tiempo libre, he retocado y dado forma a cosas escritas hace tiempo a 'boli', en máquina o en ordenador", señaló el autor en la presentación de su libro. Este conjunto de doce relatos cortos compone así la primera obra de ficción del periodista.

## Obras

### Libros colectivos
- La razón de la sinrazón que a la razón hace. Lecturas actuales del Quijote, editado por el Instituto Castellano y Leonés de la Lengua con motivo del IV Centenario del Quijote.
- Periodistas de Castilla y León del siglo XX. Capítulo dedicado al periodista salmantino Emilio Salcedo.
- Un hombre llamado teatro, homenaje al actor y director teatral Fernando Urdiales, donde se publica su romance titulado “Coplas por la muerte del Caballero”.
- Va por usted, maestro. Homenaje a Matías Prats, donde se recoge su relato “El espíquer”
- 50 miradas al progreso de Valladolid, donde figura su relato “Apócrifo del gol de Jorge”
- Memoria de la Transición, editado por la Universidad de Valladolid.
- Catálogo para la exposición sobre los pintores del Grupo Simancas. En él se publica su texto “Los veneros ocultos de Fastiginia”, un recorrido sentimental y humano por el Valladolid de los 60 y 70.
- Recuerdo de José Luis Martín. El universitario, el ciudadano en su tiempo, donde se publica su artículo “En deuda contigo”
- Zamora invisible.

### Relatos
- El llanto del trigo, Valladolid, Agilice Digital, 2016. ISBN 978-84-16178-61-2

## Premios
- Premio Francisco de Cossío, instituido por la Junta de Castilla y León, a la Trayectoria Profesional.
- Premio “Pablo Iglesias”  a la trayectoria profesional por la defensa de la verdad y de Castilla y León y sus valores.
- Orden al Mérito Agrícola otorgada en 1985.